# Huta Toruan V
Huta Toruan V is een bestuurslaag in het regentschap Tapanuli Utara van de provincie Noord-Sumatra, Indonesië. Huta Toruan V telt 662 inwoners (volkstelling 2010).